# Мласкавець кілястий
Мласкавець кілястий (Valerianella carinata) — вид рослин з родини жимолостевих (Caprifoliaceae); поширений на заході Північної Африки, у Європі крім північного сходу, у західній Азії.

## Опис
Однорічна рослина 25–35 см заввишки. Стебло неясно-ребристе, внизу і на ребрах запушене, вгорі голе або майже голе. Прикореневі й нижні стеблові листки лопатчаті, середні листки довгасто-ланцетні, верхні довгасто-лінійні. Приквітки трав'янисті, лінійні, тупі, на краю війчасті. Квітки блідо-блакитні. Плід 1.5–2.5 мм завдовжки і 1 мм шириною, довгастий, майже призматичний, 4-гранний.

## Поширення
Поширений на заході Північної Африки, у Європі крім північного сходу, у західній Азії.
В Україні вид зростає на відкритих місцях, частіше на пісках або відслоненнях гірських порід — у Правобережному, Лівобережному і Донецькому Лісостепу, Степу та Криму.

## Галерея

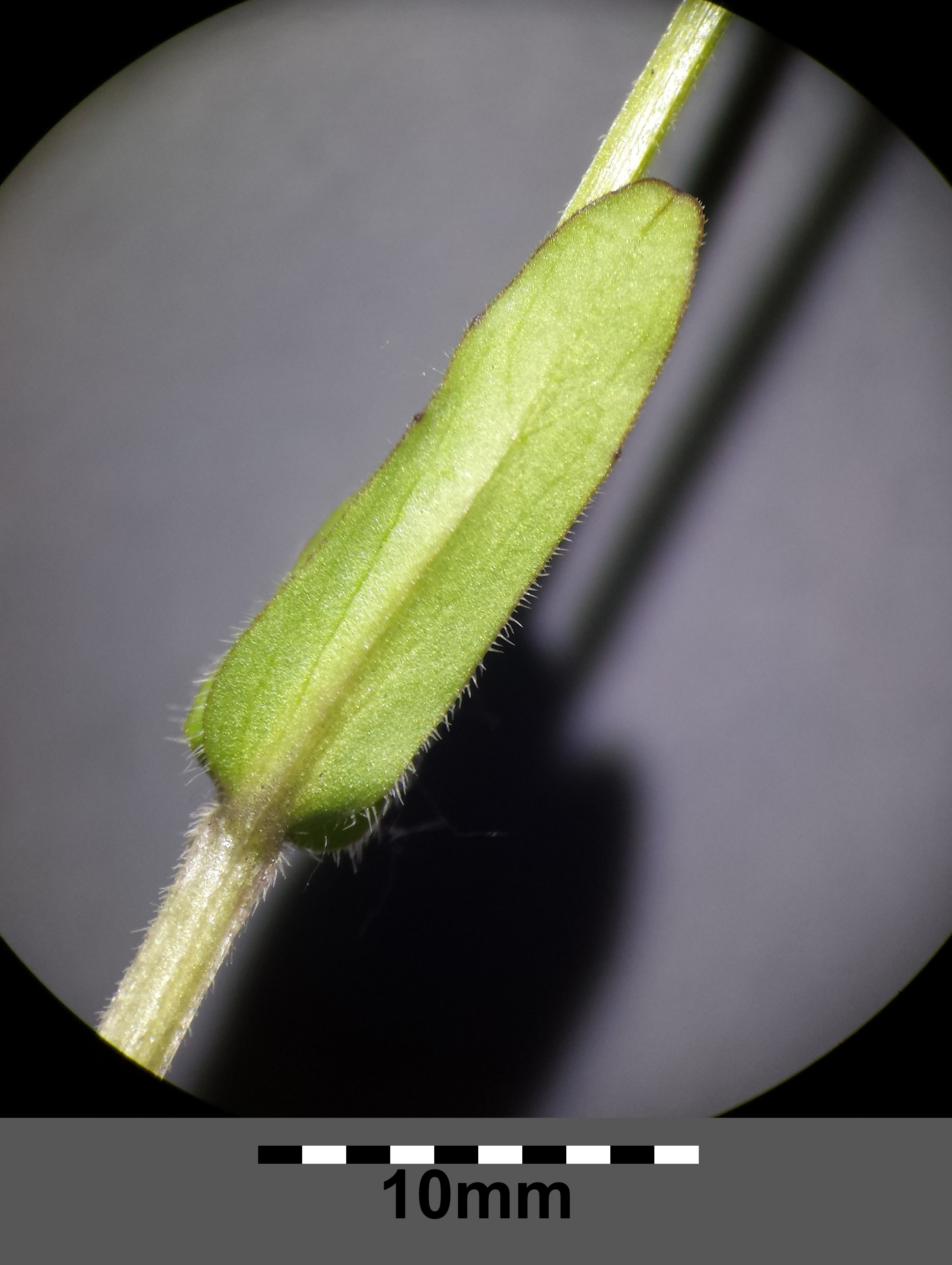
стебло з листям
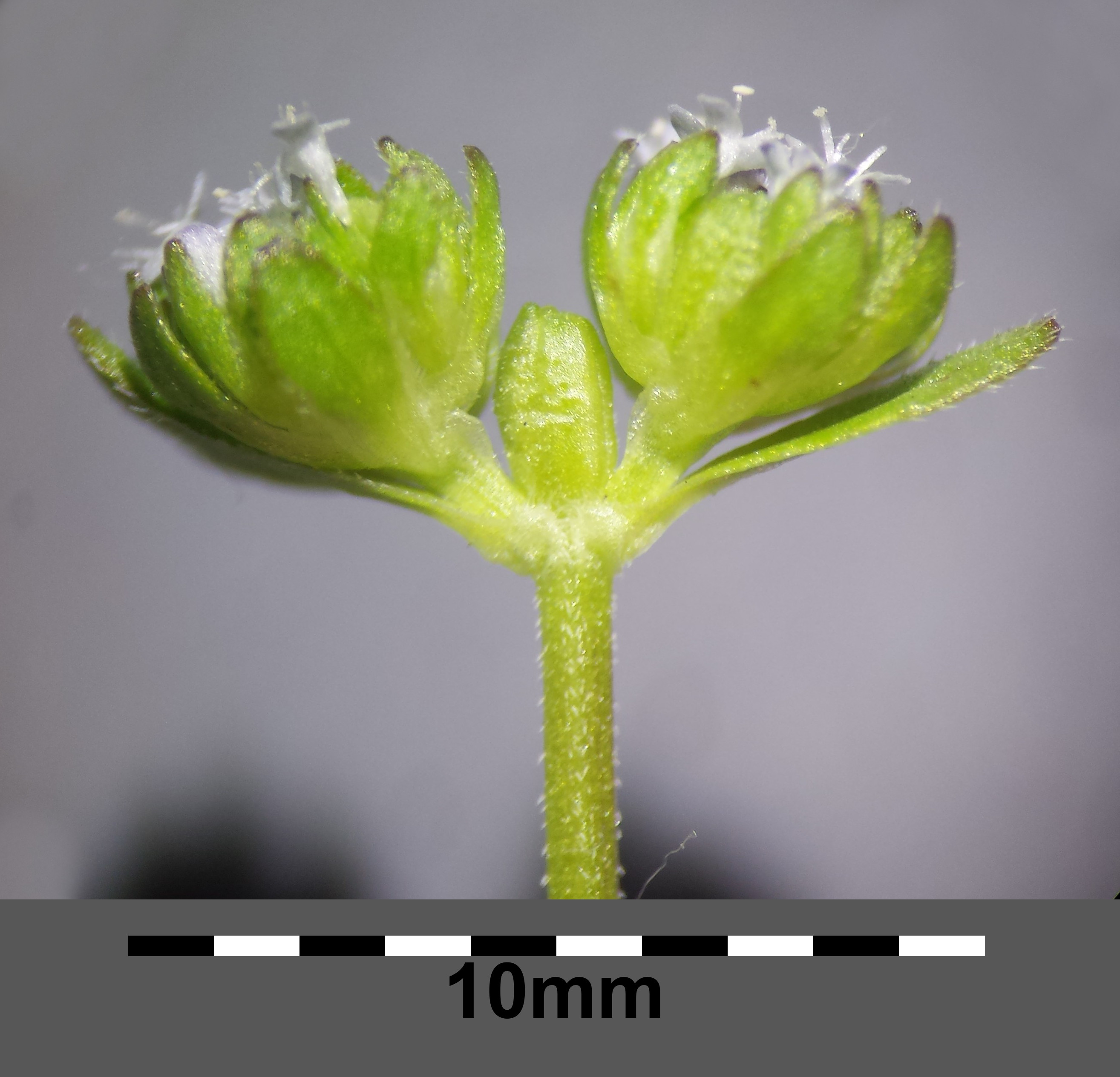
суцвіття/супліддя
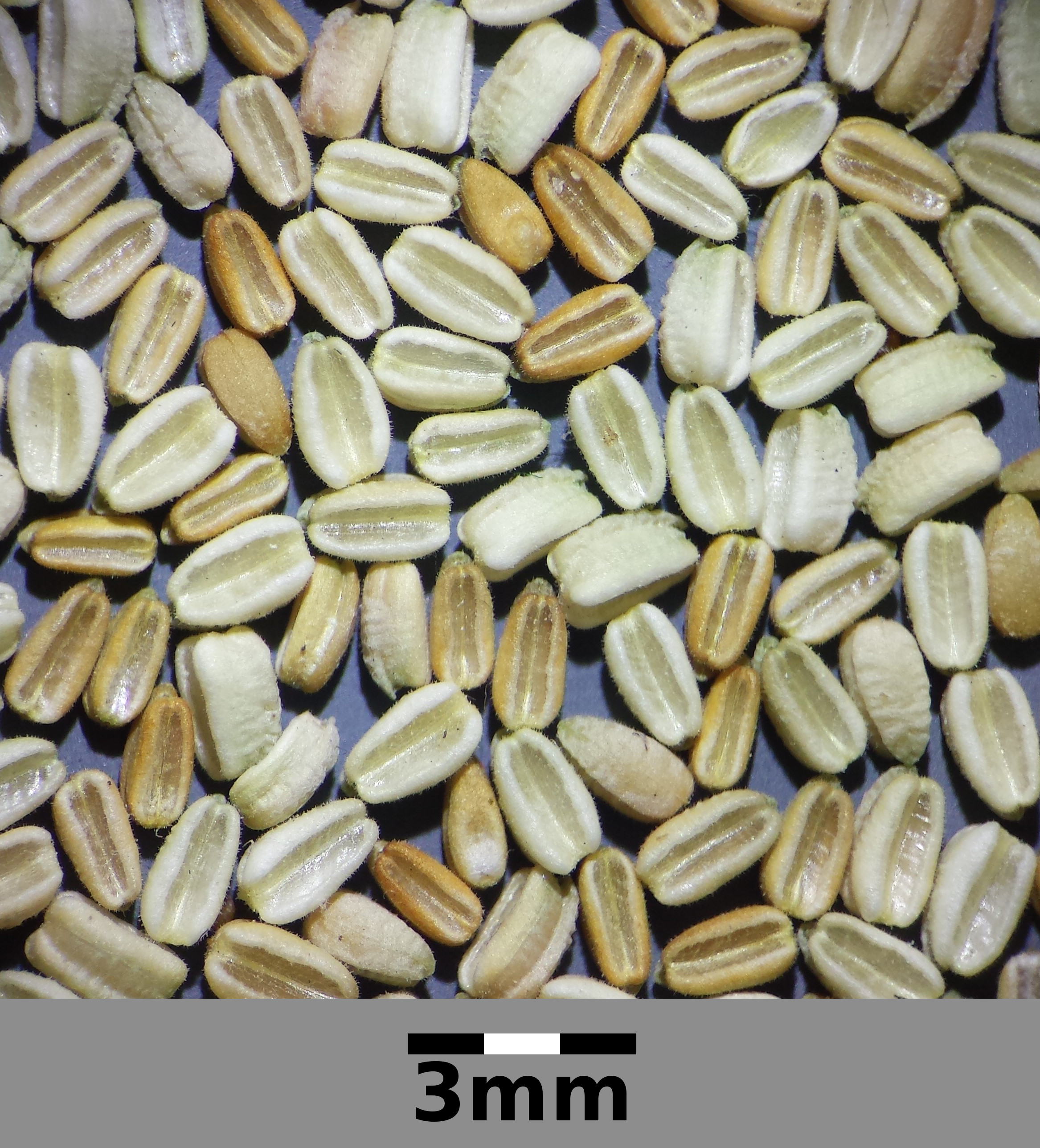
плоди